# Patrik Järbyn
Patrik Inge Johan Järbyn, född 16 april 1969 i Gustav Adolfs församling i Borås, är en svensk före detta alpin skidåkare.
Han har främst åkt störtlopp och super-G och därtill deltagit i en del kombinationstävlingar.
Järbyn har deltagit i fem olympiska spel: Lillehammer 1994, Nagano 1998, Salt Lake City 2002, Turin 2006 och Vancouver 2010. Under OS i Vancouver 2010 råkade han ut för ett dramatiskt fall under super-G och fick föras till sjukhus med lättare hjärnskakning.
Den 12 februari 2011, under VM i Garmisch-Partenkirchen, meddelade Järbyn, sedan han åkt ur störtloppstävlingen, att han nog gjort sin sista mästerskapsstart.. I juni 2011 meddelade han att han fortsätter med sin aktiva skidkarriär.
Den 7 mars 2012 meddelade han att han avslutar skidkarriären. Järbyns sista världscuplopp var Kvitfjells super-G den 4 mars 2012.
Svenska Skidförbundet valde att avtacka honom genom att instifta ett stipendium i hans namn, tilldelat alpina skidåkare som slår igenom sent i karriären. Han själv fick det första priset, på 50.000 SEK. 2013 gick stipendiet till Emil Johansson.

## Meriter
I VM har han tagit silver i super-G 1996, silver i lag 2007, och brons i störtlopp 2007. Han är den enda svensk som tagit VM-medalj i en fartgren bland herrar. När han tog bronset i störtloppet i Åre 2007 blev han den äldsta åkare som tagit en VM-medalj. Den 19 december 2008 slutade Järbyn på tredje plats i ett super G-lopp i Val Gardena, och blev då den äldste åkaren genom tiderna att ta en pallplats i världscupen. Han var då 39 år och 9 månader. Järbyn har inte vunnit någon världscuptävling under sin långa karriär. Den bästa placeringen är en andraplats. I OS har han varit sexa som bäst.
I Mästarnas mästare 2022 satt Patrik nytt programrekord i grenen jägarvila på 26 minuter och 7 sekunder.